# 大型毫米波望遠鏡
大型毫米波望遠鏡（西班牙語：Gran Telescopio Milimétrico，縮寫：GTM，縮寫：LMT）是一座在墨西哥的電波望遠鏡，於2011年6月17日啟用。該望遠鏡是在毫米波段下口徑最大且最靈敏的單一天線電波望遠鏡。該望遠鏡的觀測範圍是波長大約在0.85到4 mm 的無線電波。大型毫米波望遠鏡的天線使用了主動反射面（Active surface）技術，口徑50公尺，電波收集面積為2000 m²。

## 概要

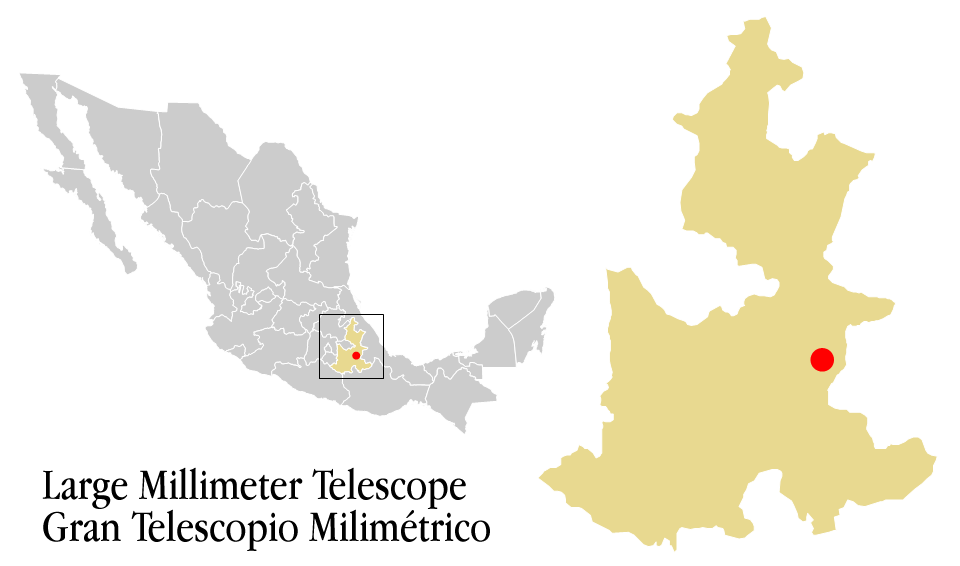
大型毫米波望遠鏡在墨西哥的位置。

大型毫米波望遠鏡位於普埃布拉州 Chalchicomula de Sesma 境內，墨西哥第五高峰賽拉涅哥拉火山頂，與墨西哥最高峰，休眠火山奧里薩巴山相望。該望遠鏡的建設時間為10年，耗資1.16億美金。該計畫是由墨西哥出資80%，美國出資20%的聯合計畫。墨西哥的負責單位是墨西哥國家天文物理﹑光學與電子學研究所（西班牙語：Instituto Nacional de Astrofísica, Óptica y Electrónica，INAOE），美國方面則是马萨诸塞大学阿默斯特分校。
天文學家使用大型毫米波望遠鏡觀測毫米波段的宇宙電波可以克服被星際物質中的塵埃遮擋的問題，並可獲得更多關於恆星形成的知識。該望遠鏡也適合觀測溫度較低，釋放熱輻射波長主要為毫米波的太陽系微行星和行星，以及太陽系外的原行星盤。也有以大型毫米波望遠鏡對宇宙微波背景辐射和活动星系核的波動進行觀測的提議。

## 外部連結
- LMT web site
- Instituto Nacional de Astrofísica, Óptica y Electrónica（页面存档备份，存于）
- University of Massachusetts Astronomy Department （页面存档备份，存于）